# Podagrion charybdis
Podagrion charybdis är en stekelart som beskrevs av Fernando 1957. Podagrion charybdis ingår i släktet Podagrion och familjen gallglanssteklar.
Artens utbredningsområde är Sri Lanka. Inga underarter finns listade i Catalogue of Life.